# Perperuna

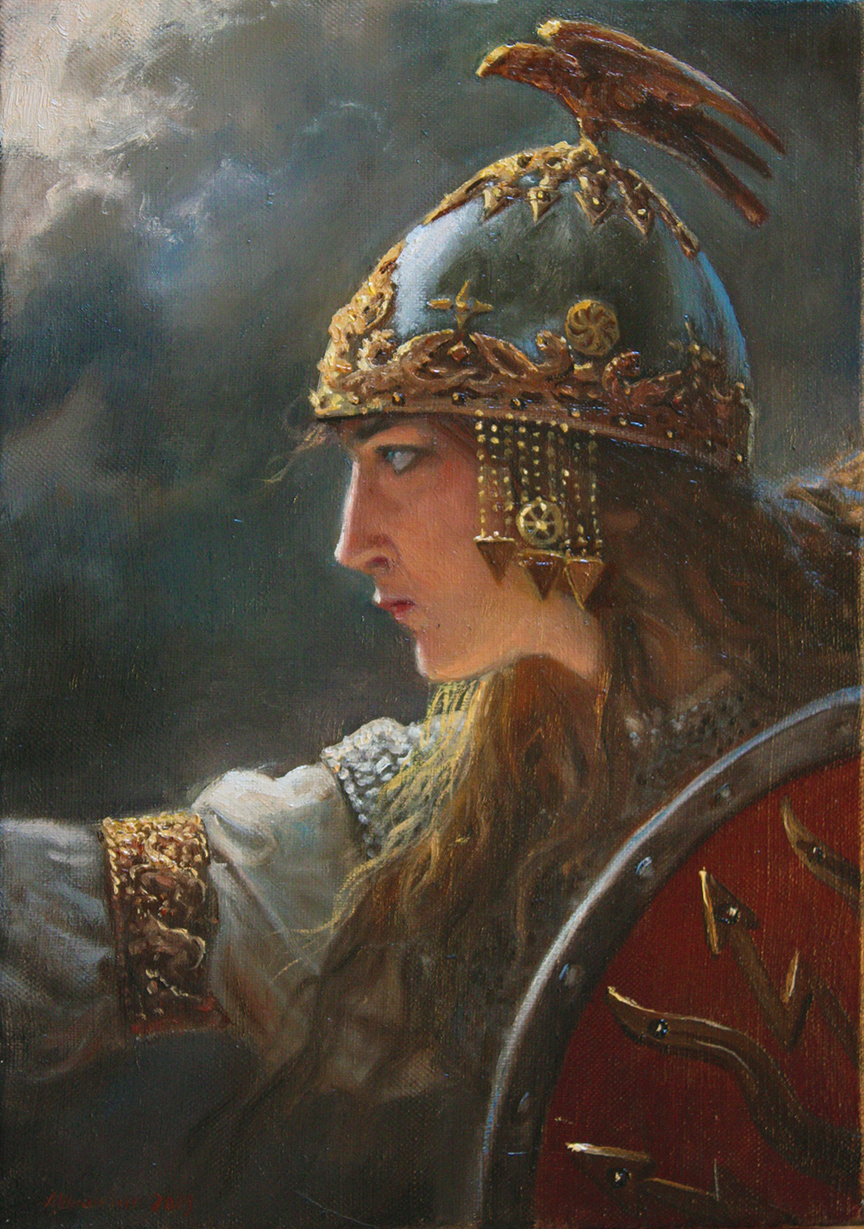
Dodola-Perunica od Andreje Šiškina

Perperuna či Dodola je rituál k zajištění deště, který byl znám na Balkáně, především u Slovanů. Někdy je obřad personifikován a Perperuna chápána jako ženský protipól Peruna.

## Prameny
Obřad je spojován s Perunem, mimo jiné s ohledem na dílo Istorija vo kratce o Bolgarskom narode Slavenskom z roku 1792, které uvádí:
A tohoto Peruna uctívají Bulhaři v době sucha: sejdou se chlapci a dívky, vyberou jednoho, buď děvče, nebo chlapce, obléknou ho do červené košile, spletou mu věnec, aby vypadal jako král Perun, a chodí po domech, hrají, zpívají a často připomínají jméno toho běsa, polévají vodou toho "peruna" i sami sebe a nerozumní lidé jim dávají almužny. Oni vezmou almužnu, nakoupí jídlo a pití, uspořádají hostinu, jedí a pijí pro slávu toho Peruna. A tak provádějí tuto modloslužbu a nemají to za hřích. Také v předvečer narození Kristova chodí celou noc, zpívají rouhavé písně a nemají to za hřích.:s.58
To podporuje i přirozená spojitost hromovládce s deštěm a Perunovo jméno ozývající se ve většině variant názvu.

## Etymologie
Rituál má mnoho variant jména, Srbové jej nazývají dodola, Chorvaté prporuša, Bulhaři peperuda, perperuga, perperuna, perpeljuda, peruniga, dudulica, dodola, dudula či lazarka, Rumuni papaluga, papaluda či paparuda a Arumuni pirpiruno. Název Dodola může souviset se slovem "duněti" a být analogický jménu baltské bohyně Dundulis, manželky Perkuna. Podobné je také jméno Dzidzileyla, což je podle polského kronikáře Jana Długosze bohyně manželství.
Rituál však může být také vykládán jako relikt thrácko-ilyrského substrátu, až později spojený s Perunem. Existuje například thrácká mytická postava tzv. Dunajského jezdce, který byl nese epiteta Perkous, Perkos, Perkónis a má atributy typické pro hromovládce a thráckého hrdiny zmiňovaného v Iliadě jménem Pejroos, který bojuje ostrým kamenem, což je opět typické pro hromovládce. Některé varianty názvu jako peperuda také mohou souviset s románským označením pro motýla, například v rumunštině je označován jako papaluga. Motýl v lidových písních představuje dívku, která letí do nebes pro déšť. V původní formě rituálu byla dívka obětována a její smrt měla mít pozitivní vliv na úrodu. Může souviset i se symbolickým propojení motýla či můry a škodící čarodějnice.:s.62